# Franck Mulaja
Franck Mulaja, né en mai 1975 à Kinshasa en république démocratique du Congo, est un chanteur de gospel et auteur-compositeur-interprète congolais.

## Biographie

### Enfance
Né d'une famille chrétienne, Franck Mulaja reste attaché sur cette voie, déjà en développant sa passion musicale pour l’Évangile dès l’âge de 9 ans tout en étant orphelin de père même si sa mère s'y opposait, lui préférant plutôt les études.

## Carrière

### Début
Il fait ses débuts à la chorale « Gloire» de l’église protestante dans la commune de la Gombe qu'il dirige plus tard et qui le propulse plus loin jusqu’à côtoyer quelques grands noms de la musique chrétienne congolaise de l’époque, notamment Runo M'vumbi dans Pepele, René Lokua et Frère Mbuta dans Pesa Munu Passage. Et ensemble avec Alain Moloto en 1998, ils créent le groupe « Adorons l’éternel » dont il est coordonnateur adjoint et directeur technique jusqu'en 2004 lorsqu'il le quitte pour créer le groupe Echos d'Adoration en compagnie de ses frères, Henri Papa Mulaja et Depaul Mulaja, Charles "Bronson" Muyansi, Willy Kabamba et de son épouse Bibiche Mulaja, Anna Lufuma Muyansi Il dévoile durant son passage au GAEL son talent d’un fin adorateur dans la conception des albums tels que Yawhé Tobelemi (1999), Sublime (2001) et Sublime (2003).

## Vie privée
Franck Mulaja est juriste de formation de l’université de Kinshasa depuis 1999. Il publie en 2016 un ouvrage où il parle de la ressemblance de l'homme à Dieu selon la Bible.

## Ouvrages
- Franck Mulaja, L'adoration qui attire la gloire de Dieu, CreateSpace Independent Publishing Platform, 16 août 2016, 144 p. (ISBN 978-1535087438, lire en ligne)

## Discographie

### Albums
- 1996 : Jérusalem
- 2004  : Dieu d'Amour (Maxi-single)
- 2005 : Près de toi
- 2007  : Trône Éternel
- 2010 : Totale Adoration
- 2013 : Bon Berger - Remix 1
- 2017 : Expression d’adoration
- 2020 : Bana Nzambe